# カルミネ・ガローネ
カルミネ・ガローネ（Carmine Gallone、1886年9月18日 - 1973年4月4日）は、イタリアの映画監督。

## 作品
- 禁じられた肉体
- カルタゴ
- 反乱（英語版）
- 蝶々夫人
- ファウスト（悪魔篇）
- ヴァリエテの乙女
- シピオネ
- おもかげ
- 歌へ今宵を
- プレジャンの船唄
- 南の哀愁
- 掻っ払ひの一夜
- 六十八番目の花嫁
- 美はしの人生
- 愛国の騎士
- ポンペイ最後の日
- 権衛の女神
- 新ハムレット
- 罪の購ひ
- チラノの接吻